# Christy
Christy är en amerikansk biografisk dramafilm i sportmijö, som har en planerad premiär i september 2025 på Toronto International Film Festival. Filmen är regisserad av David Michôd skrivet av Michôd och Mirrah Foulkes.

## Handling
Filmen berättar historien om Christy Martin, den mest framgångsrika kvinnliga boxaren på 90-talet. Hon bröt också barriärer genom att bli den enda kvinnliga boxaren som prytt omslaget av Sports Illustrated. Samtidigt som hon nådde framgångar i ringen, kämpade hon med en våldsam och destruktiv relation i hemmet.

## Rollista (i urval)
- Sydney Sweeney - Christy Martin
- Ben Foster - James V. Martin
- Merritt Wever - Joyce Salters
- Katy O'Brian - Lisa Holewyne
- Ethan Embry - John Salters
- Chad L. Coleman - Don King
- Tony Cavalero - James Maloney